# Сохань Лідія Василівна
Лідія Василівна Сохань (1 грудня 1924, село Мальчіха, Новосибірська область, Російська РФСР — 3 лютого 2022) — радянський та український філософ і соціолог, член-кореспондент НАН України.

## Життєпис
1940 року поступила на історично-філологічний факультет Іркутського державного університету. Під час німецько-радянської війни працювала у відділі соціального забезпечення населення Кіровського району Новосибірська. У 1946 році закінчила навчання на історичному факультеті в Новосибірському педагогічному інституті, у 1950 р. — аспірантуру Інституту філософії АН СРСР. Після захисту кандидатської дисертації короткий час працювала в Кольській філії Академії наук СРСР. У 1951—1954 роках працювала у видавництві «Знання» в Москві на посаді старшого редактора.
Надалі переїхала до Харкова. У 1954—1959 роках була тут доцентом кафедри філософії Харківського педагогічного інституту, а в 1959—1961 роках завідувала кафедрою філософії Харківського медичного інституту.
1961 року переїхала до Києва, де у 1961—1988 роках працювала в Інституті філософії АН УРСР. Завідувала відділом історичного матеріалізму. 1969 року захистила дисертацію доктора філософських наук та стала завідувачкою відділу соціальної психології цього інституту.
З 1988 по 1994 рік була головним науковим співробітником Інституту соціології НАН України. У 1994 році стала займати посаду радника при дирекції того ж наукового закладу. У 1990 році була обрана член-кореспондентом НАН України.
Померла 3 лютого 2022 року у віці 97 років.
Була одружена з істориком Павлом Соханем, з яким мала двох синів: фізика-теоретика Володимира (1955) та публіциста Ігоря (1957).

## Наукова діяльність
Була науковою консультанткою педагогічних і психологічних експериментів у Хортицькому національному навчально-реабілітаційному багатопрофільному центрі.

## Нагороди
- Відмінник освіти України
- Заслужений діяч науки і техніки УРСР (1984)
- Премія НАН України ім. Д. З. Мануїльського (1977) за цикл робіт з філософсько-соціологічних проблем сучасної науковотехнічної революції

## Наукові праці
- «Спосіб життя: Теоретичні й методологічні проблеми соціально-психологічного дослідження»
- «Стиль жизни личности» (1982 р.)
- «Жизнь как творчество» (1985 р.)
- «Жизненный путь личности» (1987 р.)
- «Культура жизни личности» (1988 р.)
- «Разумная организация жизни личности: проблемы воспитания и саморегулирования» (1989 р.)
- «Психология жизненного успеха: Опыт социально-психологического анализа преодоления критических ситуаций» (1995 р.)
- «Психологія і педагогіка життєтворчості особистості» (1996 р.)
- «Життєві кризи особистості» (1998 р.)
- «Життєва компетентність особистості»